# Martin Štajnoch
Martin Štajnoch (ur. 15 września 1990 w Bojnicach) – słowacki hokeista, reprezentant Słowacji.

## Kariera
- MHC Prievidza U18 (2005-2007)
- MHC Prievidza U20 (2007-2008)
- MŠHK Prievidza (2007-2008)
- HK Orange 20 (2008-2009)
- Slovan Bratysława (2009-2015)
- HC Pardubice (2015-2016)
- Mountfield Hradec Králové (2016-)

Wychowanek klubu MŠHK Prievidza. Od 2008 zawodnik Slovana Bratysława. Od 2015 zawodnik HC Pardubice. Od kwietnia 2016 zawodnik Mountfield Hradec Králové.

## Sukcesy
Klubowe
- Brązowy medal mistrzostw Słowacji: 2009 ze Slovanem
- Srebrny medal mistrzostw Słowacji: 2010 ze Slovanem
- Złoty medal mistrzostw Słowacji: 2012 ze Slovanem

Indywidualne
- Mistrzostwa świata do lat 18 w hokeju na lodzie mężczyzn 2008/Elita:
  - Jeden z trzech najlepszych zawodników reprezentacji[3]
- Mistrzostwa Świata Juniorów w Hokeju na Lodzie 2009/Elita:
  - Jeden z trzech najlepszych zawodników reprezentacji[4]